# Roswitha Zimmerle-Walentin
Roswitha Zimmerle-Walentin (Wolfratshausen, 1943) es una escultora y pintora alemana. 

## Datos biográficos
Nació el año 1943, en el pueblo bávaro de Wolfratshausen, perteneciente al distrito de Bad Tölz-Wolfratshausen, al sur de Alemania y colindante con Austria.

## Obras

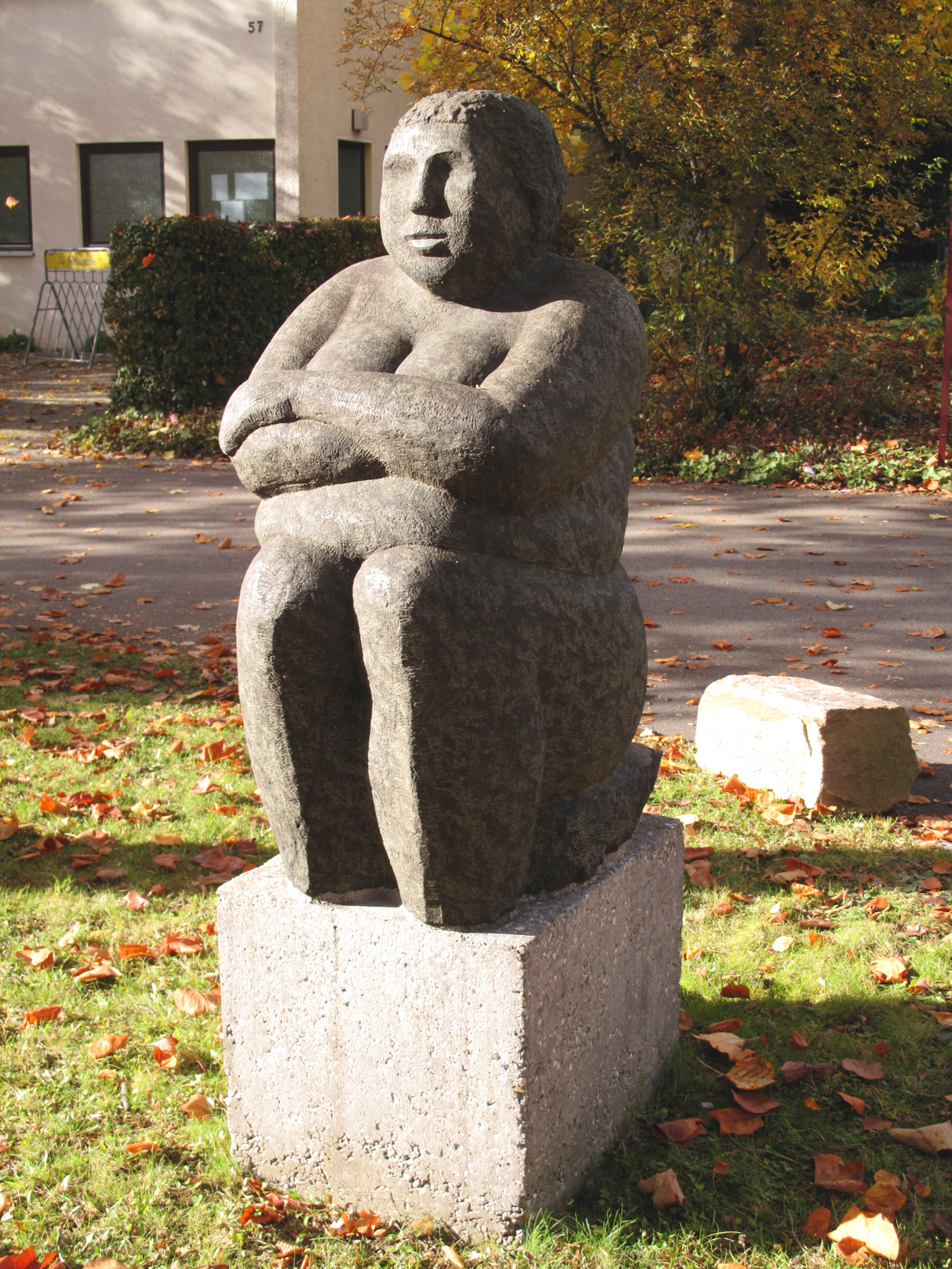
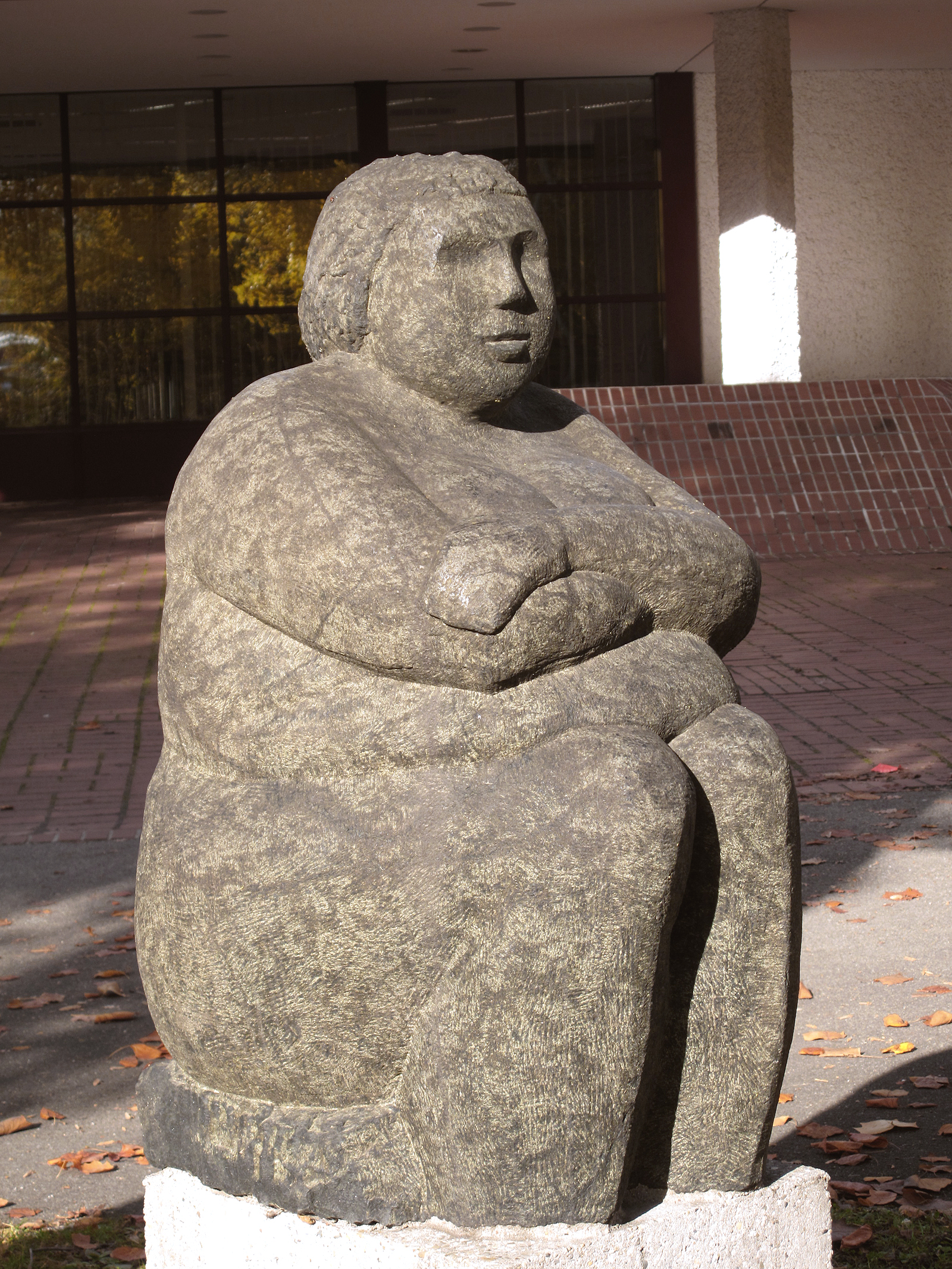